# Vînohradivka, Veselînove
Vînohradivka (în ucraineană Виноградівка) este un sat în așezarea urbană Kudreavțivka din raionul Veselînove, regiunea Mîkolaiiv, Ucraina.

## Demografie
Componența lingvistică a localității Vînohradivka
     Ucraineană (94,31%)
     Rusă (4,47%)
     Alte limbi (1,22%)
Conform recensământului din 2001, majoritatea populației localității Vînohradivka era vorbitoare de ucraineană (94,31%), existând în minoritate și vorbitori de rusă (4,47%).